# Реакция на Иванов
Реакция на Иванов се нарича химическата реакция на реактивите на Иванов с алдехиди до бета-хидроксикарбоксилни киселини. Тази реакция носи името на академик Димитър Иванов. Тя е включена в списъка на така наречените именни реакции като реакция на Иванов.
Реактивите на Иванов се получават при взаимодействие на фенилоцетна киселина (или на нейни субституирани аналози) с две молекули органомагнезиев реактив (R-MgX – реактив на Гриняр).
Реактивите на Иванов 
са полифункционални съединения, първото от които е получено от българските химици Димитър Иванов и Александър Спасов при реакция на хлормагнезиевия фенилацетат с етилмагнезиев бромид.  В последните години се установи, че тези реактиви имат строежа на ендиолати (соли на ендиол). Реактивите на Иванов намират широко и разнообразно приложение в органичния синтез.